# Yevgueni Babánov
Yevgueni Babánov es un deportista soviético que compitió en judo. Ganó dos medallas de bronce en el Campeonato Europeo de Judo, en los años 1979 y 1980.

## Palmarés internacional
| Campeonato Europeo | Campeonato Europeo | Campeonato Europeo | Campeonato Europeo |
| Año                | Lugar              | Medalla            | Categoría          |
| ------------------ | ------------------ | ------------------ | ------------------ |
| 1979               | Bruselas (Bélgica) | Medalla de bronce  | –71 kg             |
| 1980               | Viena (Austria)    | Medalla de bronce  | –71 kg             |